# The Blue Trees (Дімопулос)

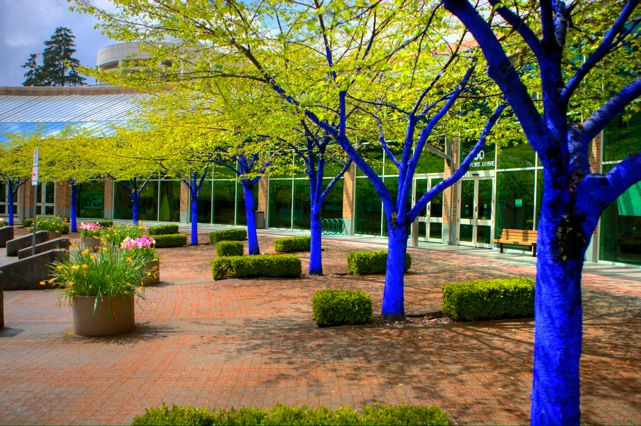
Блакитні дерева, 2011 Ванкуверська бієнале, Канада

The Blue Trees — перформанс та інсталяція художника Костянтина Дімопулоса, який використовує колірну трансформацію, щоб викликати дискусію про глобальне вирубування лісів. Стовбур і гілки живих дерев пофарбовані в синій колір за допомогою біологічно безпечного природного пігменту у воді. Його вперше було створено в пілотній формі в Мельбурні у 2005 році та представлено в березні 2011 року на Ванкуверській бієнале, Канада. У 2015 році ist було встановлено в Куензельсау в Зіл-Абег, у 2017 році в центрі Денвера, а у 2018 році Музей мистецтв Керрі замовив установку «Блакитних дерев» у Манчестері, Нью-Гемпшир, яка стала 24-ю інсталяцією твору мистецтва.